# 弗洛勒·范登豪克
弗洛勒·范登豪克（荷蘭語：Flore Vandenhoucke，1995年3月15日—），比利時女子羽毛球運動員。

## 簡歷
2014年5月，弗洛勒·范登豪克出戰里加羽毛球國際賽，與尼克·马尔孔合作打進混合雙打比賽決賽，最終以1比2（9-21、21-10、12-21）不敵對手，僅得亞軍。
2015年5月，弗洛勒·范登豪克出戰希臘羽毛球國際賽，與施特菲·安妮斯合作贏得女子雙打比賽冠軍。

## 主要比賽成績
只列出曾進入準決賽的國際賽事成績：
| 年份   | 賽事                 | 公開賽級別 | 項目     | 搭檔              | 成績   |
| ------ | -------------------- | ---------- | -------- | ----------------- | ------ |
| 2013年 | 斯洛伐克羽毛球公開賽 | 未來系列賽 | 女子雙打 | Stephanie Van Wel | 準決賽 |
| 2014年 | 里加羽毛球國際賽     | 未來系列賽 | 混合雙打 | 尼克·马尔孔       | 亞軍   |
| 2014年 | 斯洛伐克羽毛球公開賽 | 未來系列賽 | 女子雙打 | 施特菲·安妮斯     | 準決賽 |
| 2014年 | 匈牙利羽毛球國際賽   | 國際系列賽 | 女子雙打 | 施特菲·安妮斯     | 準決賽 |
| 2015年 | 羅馬尼亞羽毛球國際賽 | 國際系列賽 | 女子雙打 | 施特菲·安妮斯     | 準決賽 |
| 2015年 | 希臘羽毛球國際賽     | 國際系列賽 | 女子雙打 | 施特菲·安妮斯     | 冠軍   |
| 2016年 | 拉脫維亞羽毛球國際賽 | 未來系列賽 | 女子單打 | －                | 準決賽 |
| 2017年 | 保加利亞羽毛球國際賽 | 未來系列賽 | 女子雙打 | 丽丝·贾克斯       | 冠軍   |
| 2017年 | 威爾斯羽毛球國際賽   | 未來系列賽 | 女子雙打 | 丽丝·贾克斯       | 冠軍   |
| 2018年 | 葡萄牙羽毛球國際賽   | 國際系列賽 | 女子雙打 | 丽丝·贾克斯       | 準決賽 |
| 2018年 | 荷蘭羽毛球國際賽     | 國際系列賽 | 女子雙打 | 麗絲·賈克斯       | 準決賽 |
| 2018年 | 荷蘭羽毛球國際賽     | 國際系列賽 | 混合雙打 | 馬蒂耶斯·迪耶克斯 | 準決賽 |
| 2018年 | 匈牙利羽毛球國際賽   | 國際挑戰賽 | 女子雙打 | 麗絲·賈克斯       | 準決賽 |
| 2019年 | 德國羽毛球國際賽     | 未來系列賽 | 女子雙打 | 麗絲·賈克斯       | 冠軍   |

| 2007-2017年 | 首要超級賽 | 超級賽 | 黃金大獎賽 | 大獎賽 | 國際挑戰賽 | 國際系列賽 | 未來系列賽 | 其他 |

| 2018-2026年 | 總決賽 | 超級1000賽 | 超級750賽 | 超級500賽 | 超級300賽 | 超級100賽 | 國際挑戰賽 | 國際系列賽 | 未來系列賽 | 其他 |

### 奧運會和世錦賽參賽紀錄
|          | 搭檔        | 2018 |
| -------- | ----------- | ---- |
| 女子雙打 | 丽丝·贾克斯 | 32強 |